# Id Tech
Id Tech is een serie van engines voor computerspellen die zijn ontwikkeld door id Software.
Eerder was deze engine nog bekend als de Doom- of Quake-engine, maar vanaf versie 5 werd deze officieel in gebruik genomen als id Tech. Versies 1 tot en met 4 zijn uitgebracht als vrije software onder het gebruik van de GNU General Public License.
Ruim 50 spellen en afgeleide engines zijn gebaseerd op de id Tech-engine. In 2025 kwam id Tech 8 uit.

## id Tech 1
De eerste versie was nog bekend als de "Doom-engine" en wordt toegepast in spellen van id Software zoals Doom uit 1993 en Doom II: Hell on Earth uit 1994. Het werd ontwikkeld door programmeur John Carmack voor NeXT-computers, maar werd eveneens geporteerd naar MS-DOS en spelcomputers.
De engine is ook toegepast in de spellen Heretic, Hexen: Beyond Heretic en Strife.

## id Tech 2
De tweede versie was oorspronkelijk geschreven voor het spel Quake uit 1996. Het bevat realtime rendering van 3D-computergraphics en maakt gebruik van een client-servermodel. Het kreeg een update voor de uitgave van Quake II in 1997, met verbeteringen zoals gekleurde belichting en een nieuwe modelformaat. Een sterk aangepaste versie werd ook geïmplementeerd in de Goldsource-engine van Valve Software voor onder meer het spel Half-Life uit 1998.

## id Tech 3
Deze versie was bekend onder de naam "Quake III Arena engine", en werd gebruikt als engine in het spel Quake III Arena uit 1999. Het bevat een nieuw modelformaat en ondersteuning voor grote buitengebieden. Het kreeg opnieuw een update in 2001 voor het spel Return To Castle Wolfenstein.

## id Tech 4
Deze versie werd bekend als de "Doom 3 engine", en werd toegepast als engine in Doom 3 uit 2004. Grote delen van de oorspronkelijke code zijn herschreven in de programmeertaal C++.
Spellen die deze versie van de engine gebruiken zijn Quake 4 (2005), Wolfenstein (2009), Enemy Territory: Quake Wars (2007) en Brink uit 2011.

## id Tech 5
Versie 5 is gebruikt in het spel Rage en is gebaseerd op frameworks van het bestandssysteem. Verbeteringen zijn onder meer een GUI-systeem, een nieuwe renderer, MegaTexture-technologie en zachte schaduwen.

## id Tech 6
Versie 6 werd toegepast in Doom uit 2016. Het maakt gebruik van enkele mogelijkheden uit versie 5, maar voegt ook ondersteuning voor de programmeerinterface Vulkan toe. De ontwikkeling was na het vertrek van John Carmack in handen van Tiago Sousa, die ook werkte aan de CryEngine.
Spellen die deze versie van de engine gebruiken zijn Wolfenstein II: The New Colossus (2017) en Wolfenstein: Youngblood uit 2019.

## id Tech 7
Deze versie van de engine is gebruikt in Doom Eternal uit 2020. Tijdens QuakeCon in 2018 werden details over de engine beschreven aan het publiek.

## id Tech 8
Deze versie van de engine is gebruikt in Doom: The Dark Ages uit 2025.